# Hell Is What You Make It
Hell Is What You Make It é o terceiro álbum de estúdio da banda de rock eletrônico Breathe Carolina, lançado em 12 de julho de 2011 pela Fearless Records. O álbum foi gravado em Los Angeles, Califórnia, entre 2010 e 2011 e produzido por Ian Kirkpatrick (Plain White T's, Artist vs. Poet, The Ready Set). A composição musical do álbum contém elementos do dance-pop, do synthpop, post-hardcore e dubstep. O álbum atingiu o 42º lugar na Billboard 200, assim como entrou no top 10 nas tabelas de hits de Dance/Electronic, Rock, Alternativo e outros. O primeiro single do álbum, "Blackout", ganhou a certificação Platina da RIAA.

## Faixas
| Edição simples |                                |         |  |
| N.º            | Título                         | Duração |  |
| 1.             | "Rebirth: An Introduction"     |         |  |
| 2.             | "Wooly"                        | 3:53    |  |
| 3.             | "Blackout"                     | 3:28    |  |
| 4.             | "Edge of Heaven"               | 3:39    |  |
| 5.             | "Last Night (Vegas)"           | 3:34    |  |
| 6.             | "Sweat It Out"                 | 3:50    |  |
| 7.             | "Gone So Long"                 | 4:07    |  |
| 8.             | "They Say You Won't Come Back" | 4:15    |  |
| 9.             | "Get Off Easy"                 | 3:45    |  |
| 10.            | "Waiting"                      | 4:24    |  |
| 11.            | "Take It Back"                 | 3:29    |  |
| 12.            | "Chemicals"                    | 3:31    |  |
| 13.            | "Lauren's Song"                | 4:10    |  |
| Duração total: | Duração total:                 | 47:06   |  |

| Reloaded       |                                |         |  |
| N.º            | Título                         | Duração |  |
| 14.            | "Hit and Run"                  | 3:12    |  |
| 15.            | "Reaching For The Floor"       | 3:30    |  |
| 16.            | "Hit and Run (Wideboys remix)" | 3:31    |  |
| Duração total: | Duração total:                 | 57:14   |  |

## Produção
Breathe Carolina
- Kyle Even – Vocal (gritado/melódico)
- David Schmitt – Vocal melódico, teclado, guitarra e bateria

Músicos adicionais
- Eric Armenta – Bateria e percussão
- Joshua Aragon – Teclado, guitarra, backing vocal
- Luis Bonet – Teclado

Produção musical
- Matt Squire – produção e mixagem
- Ian Kirkpatrick – produção, engenharia e mixagem
- Carlos De Garza – engenharia de bateria
- Sol Amstutz – Design do álbum
- Shervon Esfahani – A&R
- Chris Foitle – A&R